# El Palmar, Michoacán de Ocampo
El Palmar är en ort i Mexiko.   Den ligger i kommunen La Huacana och delstaten Michoacán de Ocampo, i den södra delen av landet, 290 km väster om huvudstaden Mexico City. El Palmar ligger 711 meter över havet och antalet invånare är 209.
Terrängen runt El Palmar är lite bergig. Runt El Palmar är det glesbefolkat, med 16 invånare per kvadratkilometer. Närmaste större samhälle är La Huacana, 5,0 km sydost om El Palmar. I omgivningarna runt El Palmar växer huvudsakligen savannskog.